# Арсений (Епифанов)
Митрополит Арсе́ний (в миру Ю́рий Алекса́ндрович Епифа́нов; 3 марта 1955, рабочий посёлок Востряково, Домодедовский район, Московская область) — архиерей Русской православной церкви, митрополит Липецкий и Задонский, глава Липецкой митрополии.
С 1990 по 2019 год служил в Москве, являясь епископом (с 1997 года — архиепископом, 2014 года — митрополитом) Истринским, викарием патриарха Московского и всея Руси; с 2009 года официально имел статус первого викария Патриарха Московского и всея Руси по городу Москве.
Тезоименитство — 12 (25) июня (память преподобного Арсения Коневского).

## Биография

### Ранние годы
Родился в 1955 году в рабочем посёлке Востряково Домодедовского района Московской области (ныне в черте города Домодедово).
По окончании средней школы работал оператором на почтамте при Казанском вокзале в Москве, в 1973—1975 годах проходил срочную службу в Вооружённых силах СССР.
По окончании службы был алтарником в Никольском храме в Бирюлёве (1975—1976), прихожанином которого был с 1970 года.
В 1976—1979 годах обучался в Московской духовной семинарии, а затем в академии, которую окончил в 1983 году.
В 1983—1989 годах был референтом и личным секретарём митрополита Таллинского и Эстонского (с 1986 года — Ленинградского и Новгородского) Алексия (Ридигера).

### Служение в Ленинградской епархии
28 августа 1984 года был рукоположён в диакона. 28 августа 1986 года в Успенском соборе Пюхтицкого монастыря митрополитом Алексием (Ридигером) был рукоположён в сан священника. На следующий день там же митрополитом Алексием был возведён в сан протоиерея.
В 1988 году назначен клириком Свято-Троицкого собора Александро-Невской лавры.
13 сентября 1989 года решением Священного синода избран по пострижении в монашество епископом Ладожским, викарием Ленинградской епархии. 30 сентября того же года принял монашеский постриг с именем Арсений — в честь преподобного Арсения Коневского и возведён в сан архимандрита.
5 октября 1989 года в Троицком соборе Александро-Невской лавры хиротонисан во епископа; хиротонию совершили: митрополит Алексий (Ридигер), архиепископ Горьковский и Арзамасский Николай (Кутепов), архиепископ Никон (Фомичёв), епископ Алма-Атинский и Казахстанский Евсевий (Саввин), епископ Тамбовский и Мичуринский Евгений (Ждан), епископ Ульяновский и Мелекесский Прокл (Хазов), епископ Ташкентский и Среднеазиатский Лев (Церпицкий).

### Служение в Москве
20 июля 1990 года на первом заседании Священного синода под председательством новоизбранного патриарха Алексия II назначен епископом Истринским, викарием Московской епархии.
В 1994—1997 годах являлся председателем научно-редакционного совета по изданию «Истории Русской Церкви» митрополита Макария (Булгакова).
18 февраля 1997 года в первый день Архиерейского собора Русской православной церкви 18-23 февраля 1997 года был избран в секретариат Собора. 25 февраля 1997 года возведён в сан архиепископа.
В 1998 года возглавил научно-редакционный совет по изданию «Православной энциклопедии».
По благословению патриарха Алексия II курировал приходы, духовенство и приходские советы Москвы. Имел репутацию «правой руки» патриарха Алексия II. Как отмечал Роман Лункин, «прославился как жёсткий администратор, который умело управлялся с московскими кланами духовенства, кого-то выдвигая, а кому-то препятствуя в продвижении». Участвовал в работе комиссий по освидетельствованию возвращаемых церкви и вновь обретаемых святых мощей: святого благоверного князя Александра Невского (1988); преподобных Зосимы, Савватия и Германа Соловецких (1990); преподобного Серафима Саровского (1991); святителя Иоасафа Белгородского (1991); святителя Тихона, патриарха Московского и всея России (1992); блаженной Матроны Никоновой (1998).
10 декабря 2008 года решением Священного синода включён в состав комиссии по подготовке Поместного собора Русской православной церкви, прошедшего 27—28 января 2009 года.
1 апреля 2009 года распоряжением патриарха Кирилла утверждён первым викарием Московской епархии по городу Москве.
Во исполнение решения Священного синода от 27 декабря 2011 года распоряжением патриарха от 31 декабря 2011 года ему поручено окормлять приходские храмы на территории Центрального (Центральное, Сретенское, Богоявленское, Покровское, Москворецкое благочиния) и Южного (Даниловское благочиние) административных округов города Москвы; был включён в состав Епархиального совета по должности.
1 февраля 2014 года в храме Христа Спасителя был возведён в сан митрополита.
24 декабря 2015 года решением Священного синода включён в состав Высшего церковного совета.

### Митрополит Липецкий и Задонский
9 июля 2019 года решением Священного синода назначен правящим архиереем Липецкой епархии с титулом «Липецкий и Задонский» и главой Липецкой митрополии.
16 июля 2019 года распоряжением патриарха Кирилла освобождён от управления приходами Центрального и Южного викариатств Московской городской епархии с благодарностью за понесённые труды. В тот же день распоряжением патриарха Кирилла освобождён от должности председателя комиссии по церковному имуществу и землевладениям при Епархиальном совете города Москвы.
30 августа 2019 года решением Священного синода исключён из состава Высшего церковного совета.
29 октября 2019 года утверждён в должности священноархимандрита Задонского Рождество-Богородицкого мужского монастыря города Задонска Липецкой области.

## Награды
Церковные
- Орден святого равноапостольного великого князя Владимира III степени
- Орден Святого благоверного великого князя Александра Невского II степени (18 июля 2025 года)[19]
- Орден святого благоверного князя Даниила Московского II степени
- Орден преподобного Сергия Радонежского II степени
- Орден преподобного Серафима Саровского II степени (8 марта 2015 года) — во внимание к усердным архипастырским трудам и в связи с 60-летием со дня рождения[20]
- Орден святителя Иннокентия Московского II степени
- Ордена и медали поместных Православных Церквей
- Памятная панагия (28 августа 2014 года) — во внимание к усердным архипастырским трудам и в связи с 30-летием служения в священном сане[21]

Государственные
- Орден Дружбы (11 августа 2000 года)
- Медаль ордена «За заслуги перед Отечеством» II степени (6 октября 1997 года)
- Медаль «В память 850-летия Москвы»

Прочие награды
- Орден Святого Страстотерпца Царя Николая (2019)[22]